# Concavifer sagittatus
Concavifer sagittatus är en insektsart som beskrevs av Alexander Fyodorovich Emeljanov 1972. Concavifer sagittatus ingår i släktet Concavifer och familjen dvärgstritar. Inga underarter finns listade i Catalogue of Life.